# آماسیا، آرماویر
آماسیا، (به ارمنی: Ամասիա) یک روستا در ارمنستان است که در استان آرماویر واقع شده‌است. آماسیا در ۱۰ کیلومتری جنوبغرب آرماویر، مرکز استان آرماویر واقع شده است. آماسیا در سال ۱۹۳۰ بنیانگذاری شده است

## خصوصیات
آماسیا ۹۵۸ نفر جمعیت دارد و در ارتفاع ۸۹۰ متر بالاتر از سطح دریا قرار گرفته است.